# حشره‌خوار آلپ
 حشره‌خوار آلپ (نام علمی: Sorex alpinus) نام یک گونه از سرده حشره‌خوارهای دم‌دراز است.